# Kam (Albania)
Kam – wieś położona w północnej części Albanii w gminie Bytyç. Wieś znajduje się 109 kilometrów od stolicy państwa, Tirany.

## Demografia
Według spisu ludności z 1989 roku we wsi Kam mieszkało 236 mieszkańców.